# Патагонская мара
Патагонская мара, или мара (лат. Dolichotis patagonum) — довольно крупный грызун из семейства свинковых (Caviidae). Это травоядное, несколько похожее на кролика животное встречается в открытых и полуоткрытых местах обитания в Аргентине, включая большую часть Патагонии. Природоохранный статус мары близок к угрожаемому. Масса от 12 кг, рост в холке 69—75 см. Близким родственником этого животного является чакоанская мара, принадлежащая к тому же роду (Dolichotis) или подсемейству (Dolichotinae).

## Описание
Патагонская мара похожа на кролика. У неё характерные длинные уши и длинные конечности. Задние конечности длиннее и мускулистее передних, а лучевая кость длиннее плечевой кости. Лапы сжаты, что делает их похожими на копыта, из-за чего патагонские мары напоминают маленьких копытных, особенно когда стоят или идут. На передних лапах по четыре пальца, а на задних — по три. Хвост короткий, приплюснутый и безволосый. На спине шерсть серого цвета с белым пятном на крестце, отделённым чёрной полосой. Нижняя часть тела белая, бока и подбородок оранжевые. Средняя длина головы и тела патагонской мары составляет 69-75 см, хвоста — 4—5 см. Весит она 8—16 кг. В отличие от большинства других видов семейства свинковых, таких как морские свинки и капибары, анальные железы мары расположены между анусом и основанием хвоста, а не перед анусом.

## Экология и поведение
Патагонские мары обитают только в Аргентине, от 28° до 50° южной широты. Они предпочитают жить в местах обитания с кустарниковым покровом, но также населяют перевыпаханные и бесплодные почвы в биоме пустыни Монте. На северо-западе Аргентины они в основном обитают в низинных местах, таких как леса и заросли ларреи. Мары предпочитают песчаные и низкорослые кустарниковые места обитания на полуострове Вальдес. Они хорошо приспособились к бегу по открытым равнинам и степям благодаря длинным ногам, укороченной ключице и хорошо развитым органам чувств, которые позволяют им бегать и общаться в этих открытых местах обитания. Бегущих мар сравнивают с оленями и антилопами. Мары в основном травоядны, питаются преимущественно зелёной растительностью и фруктами. В пустыне Монте однодольные растения составляют 70 % их рациона, а двудольные — 30 %. Предпочитаемые виды трав — Chloris, Pappophorum и Trichloris, а из двудольных — Atriplex, Lycium и Prosopis.
Мары ведут преимущественно дневной образ жизни, и около 46 % их ежедневной активности связано с питанием. Их временные ритмы активности связаны с факторами окружающей среды. Свет, осадки и температура положительно влияют на годовую активность, а темнота и относительная влажность — отрицательно. Дневная активность мар однообразна зимой, более разнообразна в другие сезоны. Их предпочтительная температура составляет около 20 °C или 68 °F. Самки тратят больше времени на кормление, чем самцы, из-за потребностей, связанных с беременностью и лактацией. Самцы большую часть дня сидят и высматривают врагов. В числе хищников, охотящихся на мар, особенно на детёнышей, — кошки, гризоны, лисы и хищные птицы. Мары также являются хозяевами таких паразитов, как нематода Wellcomia dolichotis.

## Охранный статус
Патагонские мары считаются видом, находящимся под угрозой исчезновения. Исторически ареал мар простирался от северо-центральной части Аргентины на юг почти до Огненной земли. Тем не менее мары сильно пострадали от охоты и изменения среды обитания и были истреблены в некоторых районах, включая провинцию Буэнос-Айрес. Шкуры мары использовались для изготовления покрывал и ковров.

## Взаимодействие с человеком и содержание в неволе
Мары дружелюбны и общительны, благодаря чему довольно легко приручаются и успешно дают потомство в неволе. На сегодняшний день патагонских мар можно увидеть во многих зоопарках по всему миру. В 2021 году патагонские мары родили детёнышей в Ленинградском зоопарке Санкт-Петербурга.